# Murow
Murow, polnisch Murów (1936–1945: Hermannsthal) ist ein Dorf im oberschlesischen Powiat Opolski in der Woiwodschaft Oppeln in Polen. Es ist Sitz der gleichnamigen Landgemeinde mit etwa 5450 Einwohnern.

## Geographie

### Geographische Lage
Murow liegt ca. 32 Kilometer nördlich der Kreisstadt und Woiwodschaftshauptstadt Oppeln. Murow liegt an der Bahnstrecke Opole–Namysłów. Der Ort liegt mitten in einem großen Waldgebiet, das zum Landschaftsschutzpark Stobrawski gehört. Nördlich des Ortskern fließt das Gewässer Budkowitzer Bach (poln. Budkowiczanka), ein linker Nebenfluss des Stobers (poln. Stobrawa).

### Nachbarorte
Westlich von Murow liegt der Ort Tauenzinow (poln. Okoły). Im Osten liegt Friedrichsthal (poln. Zagwiździe) sowie im Süden das Dorf Grabczok.

## Geschichte

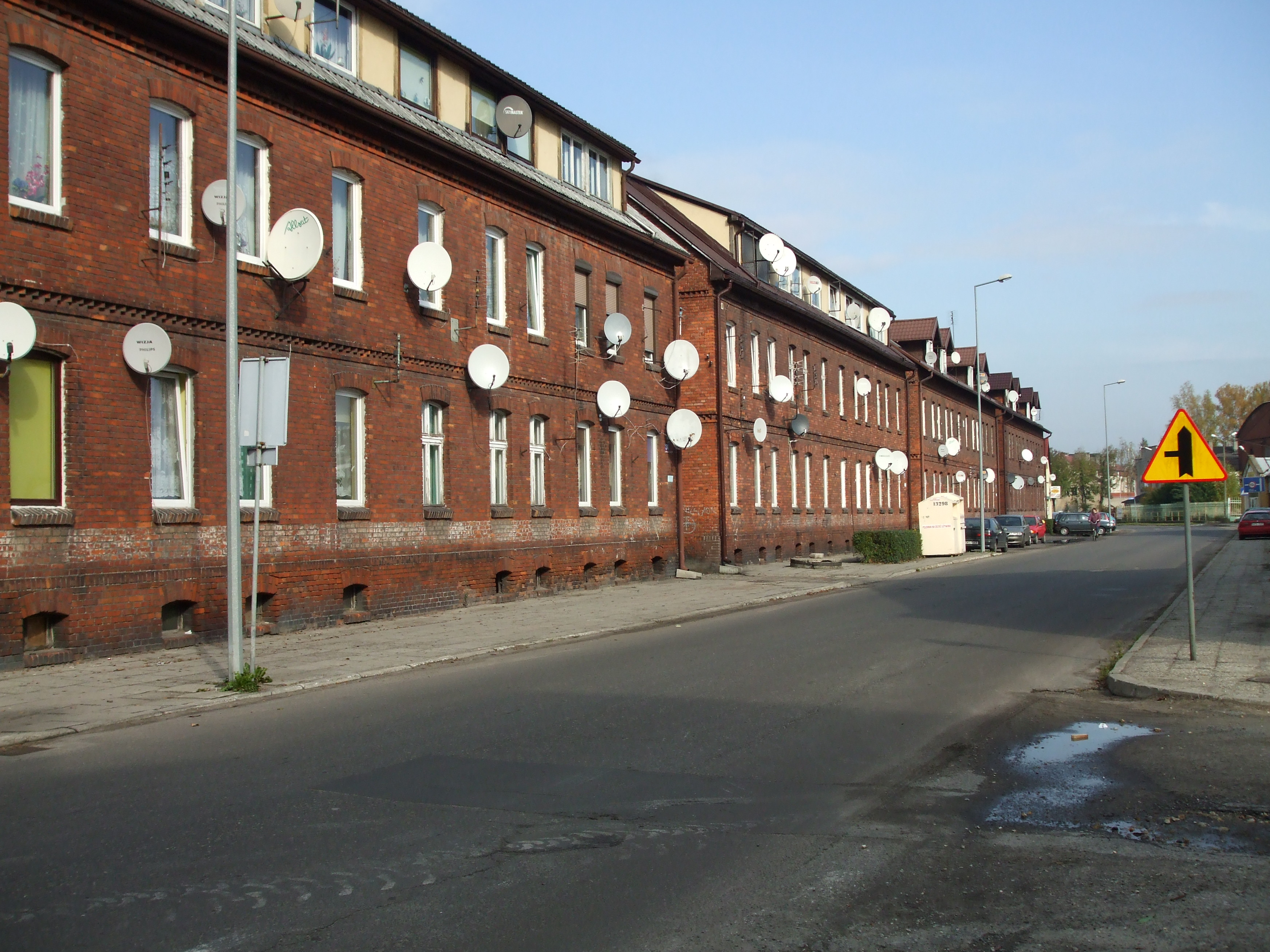
Arbeitersiedlung in Murow

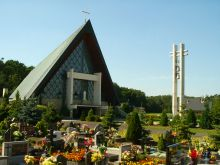
Dreifaltigkeitskirche

Murow wurde 1304 in einer Urkunde des Klosters Czarnowanz erstmals erwähnt. Um 1392 verschwindet der Name des Ortes – dessen Bewohner wohl durch eine Epidemie dahingerafft wurden – und taucht erst 1736 in der Karte des Herzogtums Oppeln von I. W. Wieland in Form der Murower Bruck wieder auf. Zu dieser Zeit wurde hier vom Kloster Czarnowanz eine Glashütte errichtet und für die sich hier niedergelassenen Arbeiter 1789 die Kolonie Hermannsthal gegründet wurde.
Bis zur Säkularisation 1810 war die Czarnowanzer Glashütte in Besitz des Klosterstifts Czarnowanz, wurde darauf Staatsbesitz und ging danach in privaten Besitz über. 1845 bestanden im Dorf mehrere Glashütten, eine königliche Unterförsterei sowie 36 weitere Häuser. Im gleichen Jahr lebten in Murow 397 Menschen, davon 48 evangelisch und 25 jüdisch. 1874 wurde der Amtsbezirk Murow gegründet. Erster Amtsvorsteher war der Glashüttenbesitzer P. Ebstein. 1891 war die in Murow liegende ehemalige Czarnowanzer Glashütte mit 194 Arbeitern der größte Glasbetrieb in Oberschlesien; der Betrieb wurde 1995 eingestellt. Der Anschluss an die Eisenbahnstrecke Oppeln–Namslau brachte Murow zusätzlichen Aufschwung.
Bei der Volksabstimmung in Oberschlesien am 20. März 1921 stimmten 386  Wahlberechtigte für einen Verbleib bei Deutschland und 89 für Polen. Murow verblieb beim Deutschen Reich. 1933 lebten im Ort 1102 Menschen. Am 10. August 1938 wurde der Ortsname in Hermannsthal O.S. geändert. 1939 hatte Hermannsthal O.S. 1149 Einwohner. Bis 1945 befand sich der Ort im Landkreis Oppeln.
1945 kam der bisher deutsche Ort Hermannsthal O.S. unter polnische Verwaltung, wurde in Murów umbenannt und der Woiwodschaft Schlesien angeschlossen. 1950 kam der Ort zur Woiwodschaft Oppeln und 1999 zum wiedergegründeten Powiat Opolski.
Am 31. März 2009 wurden in der Gemeinde Murow deutsche Ortsnamen eingeführt.

### Einwohnerentwicklung
Die Einwohnerzahlen von Murow:
| Jahr | Einwohner |
| ---- | --------- |
| 1784 | 70        |
| 1817 | 169       |
| 1830 | 248       |
| 1844 | 397       |
| 1855 | 370       |

| Jahr | Einwohner |
| ---- | --------- |
| 1861 | 544       |
| 1910 | 1115      |
| 1933 | 1102      |
| 1939 | 1149      |
| 1946 | 365       |
| 2004 | 1600      |

## Sehenswürdigkeiten
- Die röm.-kath. Dreifaltigkeitskirche wurde am 16. September 2001 durch Erzbischof Alfons Nossol geweiht. Die Pfarrei Murow wurde bereits im Jahr 1988 gegründet und umfasst die Dörfer Murow und Tauenzinow sowie den Weiler Czarna Woda.[9]
- Empfangsgebäude des Bahnhofs Murow – 1888 erbaut[10]

## Gemeinde
Die Landgemeinde (gmina wiejska) Murow umfasst ein Gebiet von 160 km² mit rund 5450 Einwohnern. Zu ihr gehören zwölf Dörfer mit Schulzenämtern.

### Gemeindepartnerschaft
- Vallendar, Rheinland-Pfalz